# Mariestad
Mariestad este un oraș în Suedia.

## Demografie
| \| Evoluția demografică a zonei urbane Mariestad, 1970–2015 \| Evoluția demografică a zonei urbane Mariestad, 1970–2015 \| Evoluția demografică a zonei urbane Mariestad, 1970–2015 \| Evoluția demografică a zonei urbane Mariestad, 1970–2015 \| Evoluția demografică a zonei urbane Mariestad, 1970–2015 \| \| --------------------------------------------------------------------------------------- \| -------------------------------------------------------- \| -------------------------------------------------------- \| -------------------------------------------------------- \| -------------------------------------------------------- \| \| An \| \| \| Locuitori \| \| \| 1970 \| 1970 \| \| 16.637 \| 16.637 \| \| 1975 \| 1975 \| \| 16.454 \| 16.454 \| \| 1980 \| 1980 \| \| 15.693 \| 15.693 \| \| 1990 \| 1990 \| \| 16.016 \| 16.016 \| \| 1995 \| 1995 \| \| 15.679 \| 15.679 \| \| 2000 \| 2000 \| \| 15.043 \| 15.043 \| \| 2005 \| 2005 \| \| 15.448 \| 15.448 \| \| 2010 \| 2010 \| \| 15.591 \| 15.591 \| \| 2015 \| 2015 \| \| 16.122 \| 16.122 \| \| Sursa: SCB - Statistika Centralbyrån, Folkmängden per tätort. Vart femte år 1960 - 2016 \| \| \| \| \| |      |  |           |        |
| Evoluția demografică a zonei urbane Mariestad, 1970–2015 |      |  |           |        |
| An |      |  | Locuitori |        |
| 1970 | 1970 |  | 16.637    | 16.637 |
| 1975 | 1975 |  | 16.454    | 16.454 |
| 1980 | 1980 |  | 15.693    | 15.693 |
| 1990 | 1990 |  | 16.016    | 16.016 |
| 1995 | 1995 |  | 15.679    | 15.679 |
| 2000 | 2000 |  | 15.043    | 15.043 |
| 2005 | 2005 |  | 15.448    | 15.448 |
| 2010 | 2010 |  | 15.591    | 15.591 |
| 2015 | 2015 |  | 16.122    | 16.122 |
| Sursa: SCB - Statistika Centralbyrån, Folkmängden per tätort. Vart femte år 1960 - 2016 |      |  |           |        |